# 1899–1900-as svájci labdarúgó-bajnokság (első osztály)
Az 1899–1900-as Swiss Serie A volt a 3. alkalommal megrendezett, legmagasabb szintű labdarúgó-bajnokság Svájcban.
A címvédő az Anglo-American volt. A bajnokságot a Grasshoppers csapata nyerte.

## Keleti csoport
| Hely. | Csapat                   | M | Gy | D | V | G+ | G– | Gk  | P  | Továbbjutás vagy kiesés |
| ----- | ------------------------ | - | -- | - | - | -- | -- | --- | -- | ----------------------- |
| 1.    | Grasshoppers             | 8 | 8  | 0 | 0 | 32 | 9  | +23 | 16 | Továbbjutó              |
| 2.    | Zürich                   | 8 | 4  | 1 | 3 | 16 | 10 | +6  | 9  |                         |
| 3.    | Anglo-American           | 8 | 3  | 0 | 5 | 9  | 21 | −12 | 6  |                         |
| 4.    | Old Boys                 | 8 | 2  | 1 | 5 | 12 | 19 | −7  | 5  |                         |
| 5.    | Vereinigte FC St. Gallen | 8 | 2  | 0 | 6 | 9  | 19 | −10 | 4  |                         |

## Nyugati csoport
| Hely. | Csapat    | M | Gy | D | V | G+ | G– | Gk | P | Továbbjutás vagy kiesés |
| ----- | --------- | - | -- | - | - | -- | -- | -- | - | ----------------------- |
| 1.    | Bern      | 2 | 2  | 0 | 0 | 5  | 2  | +3 | 4 | Továbbjutó              |
| 2.    | Neuchâtel | 2 | 0  | 0 | 2 | 2  | 5  | −3 | 0 |                         |

## Döntő
| Club         | Score | Club |
| ------------ | ----- | ---- |
| Grasshoppers | 2–0   | Bern |